# الکالاد (نیومکزیکو)
الکالاد، نیو مکزیکو (به انگلیسی: Alcalde, New Mexico) یک منطقهٔ مسکونی در ایالات متحده آمریکا است که در نیومکزیکو واقع شده‌است.

## خصوصیات
الکالاد ۱٫۳ کیلومترمربع مساحت و ۳۷۷ نفر جمعیت دارد و ۱٬۷۴۱ متر بالاتر از سطح دریا واقع شده‌است.